# Šafařík (cráter)

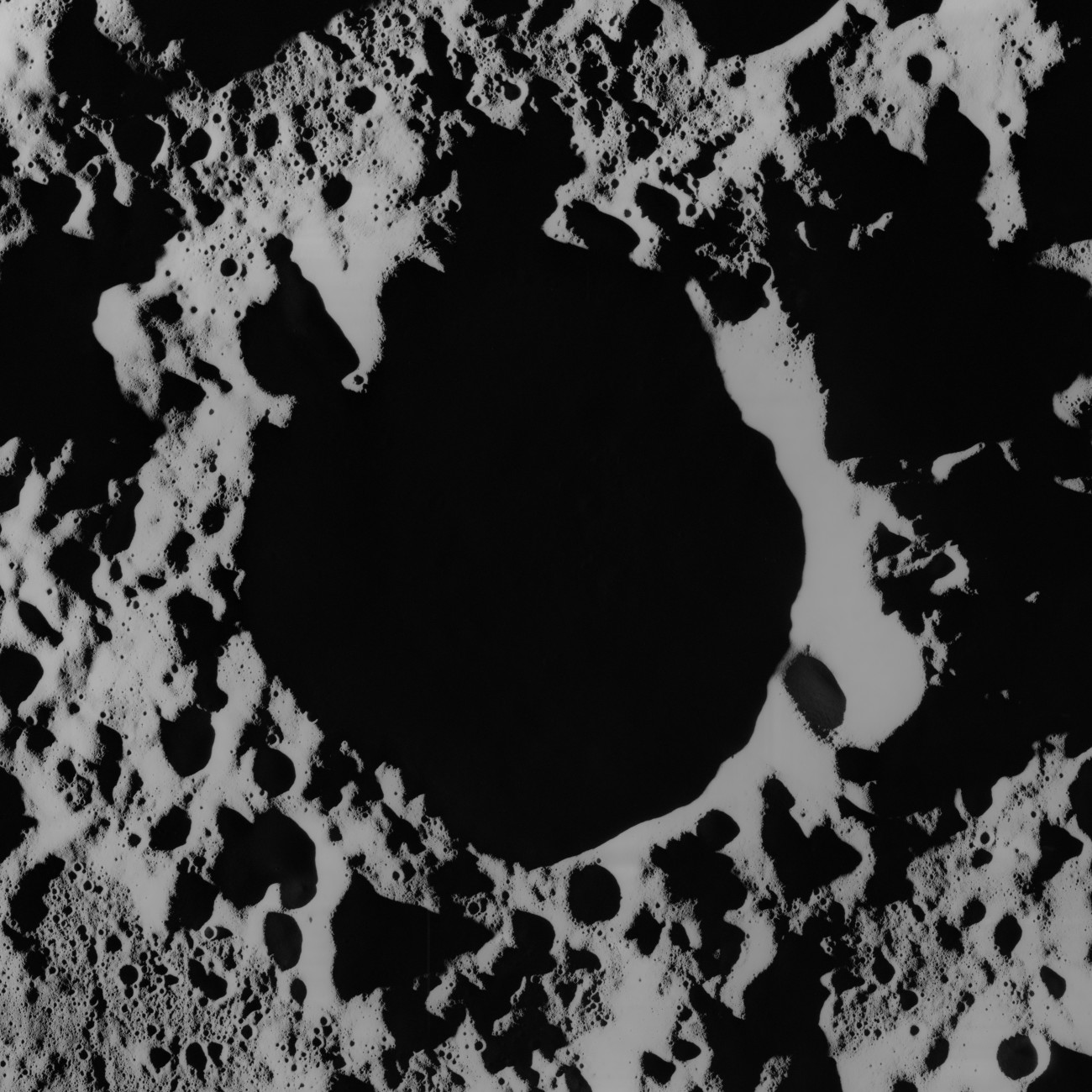
Imagen desde el Apolo 16, con el cráter próximo al terminador durante la puesta de Sol.

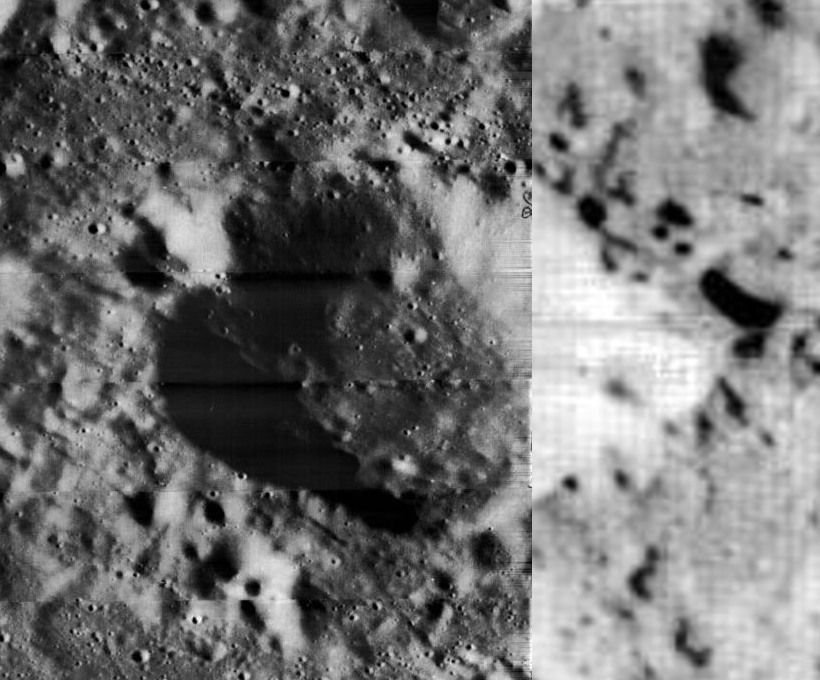
Imagen oblicua de la misión Lunar Orbiter 2 (mosaico de imágenes de alta y baja resolución)

Šafařík (también escrito como Safavrik) es un pequeño cráter de impacto perteneciente a la cara oculta de la Luna. Se encuentra al norte del cráter Tiselius y hacia el este-sureste de Sharonov. Se localiza en el interior de la Cuenca Freundlich-Sharonov.
|  |
|  |

Es una formación desgastada y erosionada, con impactos menores en el borde hacia el oeste, al este y al norte. El resto del desgastado brocal y del interior carecen relativamente de rasgos distintivos.
El cráter fue nombrado por la UAI en 1970.

## Cráteres satélite
Por convención estos elementos se identifican en los mapas lunares colocando la letra en el lado del punto central del cráter más cercano a  Šafařík.
|         | \| Šafařík \| Coordenadas \| Diámetro \| \| ------- \| ------------------------------ \| -------- \| \| A \| 12°36′N 177°12′E / 12.6, 177.2 \| 19 km \| \| H \| 9°42′N 179°18′E / 9.7, 179.3 \| 16 km \| \| S \| 10°00′N 174°24′E / 10.0, 174.4 \| 14 km \| |          |
| Šafařík | Coordenadas | Diámetro |
| A       | 12°36′N 177°12′E / 12.6, 177.2 | 19 km    |
| H       | 9°42′N 179°18′E / 9.7, 179.3 | 16 km    |
| S       | 10°00′N 174°24′E / 10.0, 174.4 | 14 km    |